# بحر رجز
بحرِ رَجَز در اصطلاح عروضی، به بحر شعری گفته می‌شود که ارکان آن از تکرار «مُستَفعِلُن» (- - U -) یا زحافات آن تشکیل شده و از بحور متّفق‌الارکان است. رَجَز به معنی اضطراب و سرعت است و تداعی جنگ آوری و حماسه است. رجز (ارجوزه) همچنین شعری است که هنگام جنگ برای مفاخره خوانند. (مستفعلن – دو سبب خفیف و وتد مقرون «°|°|°°|/– – ᴗ –»)
مشهورترین وزن آن:
مستفعلن مستفعلن مستفعلن مستفعلن (– – ل – |– – ل – |– – ل – |– – ل –): بحر رجز مثمن سالم
ای ساربان آهسته ران کارام جانم می‌رود / وان دل که با خود داشتم با دلستانم می‌رود (سعدی)

## زحافات
زحافات (تغییرات) مشهور بحر رجز «مستفعلن»: (خَبن- کَفّ – طیّ – قطع – تخلیع – رفع – حذذ - ترفیل):
1. مستفعلُ: مکفوف
2. مفتعلن: مطوی
3. مفاعلن: مخبون
4. مفعولن: مقطوع
5. فعولن: مخلّع
6. فاعلن: مرفوع
7. فع لن: اَحَذّ
8. فَعِلتن: مخبول
9. مفاعلاتن: مخبون مرفّل
10. مفتعلاتن: مطوی مرفّل
11. مستفعلاتن: مرفّل

## اوزان
اوزان پرکاربرد بحر رجز:
- مستفعلن مستفعلن مستفعلن مستفعلن: بحر رجز مثمن سالم*
- مفتعلن مفاعلن مفتعلن مفاعلن: بحر رجز مثمن مطوی مخبون*
- مفاعلن مفتعلن مفاعلن مفتعلن: بحر رجز مثمن مخبون مطوی*
- مفتعلن مفتعلن مفتعلن مفتعلن: بحر رجز مثمن مطوی*
- مفاعلن مفاعلن مفاعلن مفاعلن: بحر رجز مثمن مخبون*

مجموعهٔ اوزان بحر رجز (به ترتیب افاعیل):
- مستفعلن مستفعلن مستفعلن مستفعلن (رجز مثمن سالم)*
- مستفعلن مستفعلن مستفعلن (رجز مسدس سالم)
- مستفعلن مستفعلن مفعولن (رجز مسدس مقطوع)
- مستفعلن مستفعلن فع لن (رجز مسدس احذّ)
- مستفعلن مستفعلن مستفعلاتن (رجز مسدس مرفل [الآخر])
- مستفعلن مستفعلن فاعلن (رجز مسدس مرفوع)
- مستفعلن مستفعلن (رجز مربع سالم)
- مستفعلن فاعلن مستفعلن فاعلن (رجز مثمن مرفوع)
- مستفعلن فعولن مستفعلن فعولن (رجز مثمن مخلّع) (=مضارع اخرب)
- مستفعلن مستفعلاتن مستفعلن مستفعلاتن (رجز مثمن مرفل [الزوج])
- مستفعلاتن مستفعلاتن (رجز مربع مرفّل) (=متقارب)[توضیح ۲]
- مستفعلاتن مفاعلاتن (رجز مربع مخبون مرفّل)[توضیح ۳]
- مستفعلُ مفعولن مستفعلُ مفعولن (رجز مثمن مکفوف مقطوع) (=هزج اخرب)
- مستفعلُ مستفعلُ مستفعلُ فع لن (رجز مثمن مکفوف احذّ)
- مستفعلُ مستفعلُ مستفعلُ فع (رجز مثمن مکفوف [ابتر]) (=هزج اخرب)[توضیح ۴]
- مفتعلن مفتعلن مفتعلن مفتعلن (رجز مثمن مطوی)*
- مفتعلن مفتعلن مفتعلن (رجز مسدس مطوی)
- مفتعلن مفتعلن مفتعلاتن (رجز مسدس مطوی مرفّل [الآخر])
- مفتعلن مفتعلاتن مفتعلن مفتعلاتن (رجز مثمن مطوی مرفّل [الزوج])
- مفتعلن مفتعلاتن مفتعلن فع لن (رجز مثمن مطوی مرفّل [الزوج] احذ)
- مفتعلن مفاعلن مفتعلن مفاعلن (رجز مثمن مطوی مخبون)*
- مفتعلن مفعولن مفتعلن مفعولن (رجز مثمن مطوی مقطوع)
- مفتعلن فعولن مفتعلن فعولن (رجز مثمن مطوی مخلّع)
- مفتعلاتن مفتعلن مفتعلاتن مفتعلن (رجز مثمن مطوی مرفّل آلفرد)[توضیح ۵]
- مفتعلاتن مفتعلاتن مفتعلاتن مفتعلاتن (رجز مثمن مطوی مرفّل)
- مفتعلاتن مفتعلاتن (رجز مربع مطوی مرفّل)(=متقارب)[توضیح ۶]
- مفتعلاتن مفاعلاتن (رجز مربع مطوی و مخبون مرفّل)
- مفاعلن مفتعلن مفاعلن مفتعلن (رجز مثمن مخبون مطوی)*
- مفاعلن مفتعلن مفاعلن مفعولن (رجز مثمن مخبون مطوی)
- مفاعلن مفاعلن مفاعلن مفاعلن (رجز مثمن مخبون)*
- مفاعلن مفاعلن مفاعلن (رجز مسدس مخبون)
- مفاعلن مفاعلن فعولن (رجز مسدس مخبون مخلّع)
- مفاعلن مفاعلن مفاعلن مفتعلن (رجز مثمن مخبون مطوی الآخر)
- مفاعلن مفاعلن فاعلن (رجز مسدس مخبون مرفوع)
- مفاعلن مفعولن مفاعلن مفعولن (رجز مثمن مخبون مقطوع)
- مفاعلاتن مفاعلاتن مفاعلاتن مفاعلاتن (رجز مثمن مخبون مرفّل)
- مفاعلاتن مفاعلاتن فعولن (رجز مربع مخبون مرفّل مخلّع)
- مفاعلاتن مفاعلاتن (رجز مربع مخبون مرفّل) (=متقارب)[توضیح ۷]
- فع+مفاعللاتن مفاعلاتن (رجز مثمن مخبون مرفّل)[توضیح ۸]